# Fahne und Wappen des Kantons St. Gallen
Die Fahne und das Wappen des Kantons St. Gallen stellt eine weisse (heraldisch: silberne) Fasces (Liktorenbündel, Rutenbündel mit Beil) auf grünem Grund dar.
Die offizielle Blasonierung lautet seit 1981:
«Das Staatswappen zeigt in Grün ein kreuzweise von einem grünen Band umwundenes silbernes Stäbebündel (Fasces) mit fünf nach aussen sich verjüngenden Stäben und durchgehendem, heraldisch rechtsgewendetem Beil. Das Stäbebündel steht in der Regel in einem Schild. Das Stäbebündel ist Sinnbild für Eintracht und Souveränität.»
Die Standesfarben sind Grün und Weiss.
Obwohl der Kanton seinen Namen von der gleichnamigen Stadt hat, war das Wappen des Kantons eine Neuschöpfung von 1803.
Die geltende Beschreibung von 1981 steht am Ende einer grösseren Zahl von Vernehmlassungen (in den Jahren 1848, 1925, 1931, 1942, 1946 und 1951), nachdem das ursprünglich 1803 festgelegte Wappen immer wieder zu Diskussionen Anlass gegeben hatte.
Der ursprüngliche Beschluss von 1803 legte das Wappen kürzer gefasst fest als:
«Silberne Fasces, mit einem breiten, glatten, grünen Bande umwunden; in grünem Feld.»
Die Standesfarben waren als "Weiss und Hellgrün" festgelegt.
Im Beschluss von 1803 ist weiter vorgeschrieben, dass die Fasces, "Sinnbild der Eintracht und Souveränität", aus acht Stäben bestehe, für die acht Distrikte des Kantons.
Die Wahl der Farbe Grün in gleich drei neuen Kantonswappen von 1803 (St. Gallen, Thurgau, Waadt, 1815 ausserdem Neuenburg, während Grün in den Wappen der Dreizehn Alten Orte völlig fehlt) war nicht zufällig, sondern verweist auf die Helvetik. Die Wahl der Fasces steht ebenfalls im Bezug zu den Idealen der Französischen Revolution (und allenfalls indirekt mit dem Alten Rom), im Hoheitszeichen der Französischen Republik wurde (seit 1794) eine Fasces verwendet, deren Beil nicht nur als Streitaxt mit "Dorn" sondern auch mit Speerspitze, eigentlich als Hellebarde, dargestellt war; ähnlich im Hoheitszeichen der Cispadanischen Republik (1797).
Der Beschluss von 1803 legt ein Wappen und ein Siegel fest, aber keine Fahne. Frühe Infanteriefahnen des Kantons (1804) zeigen ein durchgehendes weisses Kreuz in einem grünen Feld, mit der goldenen Inschrift CANTON SANCT GALLEN. Die Fahne der "Freiwilligenlegion", ebenfalls von 1804, stellt das Wappenschild mit Lorbeerkranz im Zentrum des weissen Kreuzes dar, ähnlich eine Infanteriefahne von 1817.
In Darstellungen aus dem 19. Jahrhundert ist die Fasces sehr unterschiedlich dargestellt, oft war das Bündel perspektivisch gezeichnet, so dass die acht Stäbe sichtbar waren, manchmal vier vorne und vier hinten, manchmal auch sieben Stäbe um einen zentralen achten angeordnet. Das Beil war gleichfalls verschieden nach links, manchmal nach rechts. Auf den frühesten Darstellungen von 1804 und 1806 sowie auf den kantonalen Münzen (ab 1807) erscheint das Beil nach heraldisch links ausgerichtet. Die Kantonsregierung beschloss 1848 ausdrücklich, dass beide Richtungen zulässig seien.
Seit den 1946 wurde amtlich eine nichtperspektivische Darstellung der Fasces verwendet, bei der nur fünf von den acht Stäben überhaupt sichtbar sind.
Die Darstellung mit fünf Stäben stammt von Anton Blöchlinger, der 1942 im Auftrag der Kantonsregierung eine Standesscheibe für das Rathaus Schwyz fertigte. Seine Darstellung wurde 1946 für den amtlichen Gebrauch vorgeschrieben. Für amtliche Drucksachen wurde ausserdem für das Rutenbündel ein Verhältnis von 11:4 festgelegt.
Begründet wurde die Änderung dadurch, dass die Einteilung des Kantons in acht Bezirke bereits seit 1831 nicht mehr bestand (erst seit 2002 sind es erneut acht Wahlkreise).
Die Axt bzw. das Beil wurde weiter in unterschiedlicher Form dargestellt, oft mit einem Schweizerkreuz im Axtblatt, die Axt manchmal mit und manchmal ohne Dorn.
Im Regierungsratsbeschluss von 1946 war das Beil neu als "Streitaxt" bezeichnet worden, die für den Beschluss von 1981 konsultierten Heraldiker beanstandeten das als falsch und unterstützten die Rückkehr zur Bezeichnung "Beil";
das Beil im Liktorenbündel symbolisiere Gerichtsbarkeit und nicht Wehrhaftigkeit, sei also als Henkersbeil und nicht als Streitaxt darzustellen. Entgegen dieser Empfehlung verwendete die amtliche Darstellung weiter den Dorn.
Nach dem Regierungsratsbeschluss von 1981 über die Blasonierung folgten eine Reihe von Regierungsratsbeschlüssen, die eine grafische Darstellung des Wappens für eine einheitliche amtliche Verwendung im Sinne eines Logos enthielten (26. April 1983, 10. April 1984). Erst seit dem heute gültigen Beschluss  vom 17. August 2010 (in Kraft seit 1. März 2011) wird zumindest amtlich das Beil im St. Galler Kantonswappen nun ohne Dorn dargestellt,
Der verwendete Grünton wurde ebenfalls neu definiert («Für den Grünton gilt die Pantone-Bezeichnung 355 C»).

Von 1946 bis 2011 amtlich verwendete Form des Wappens
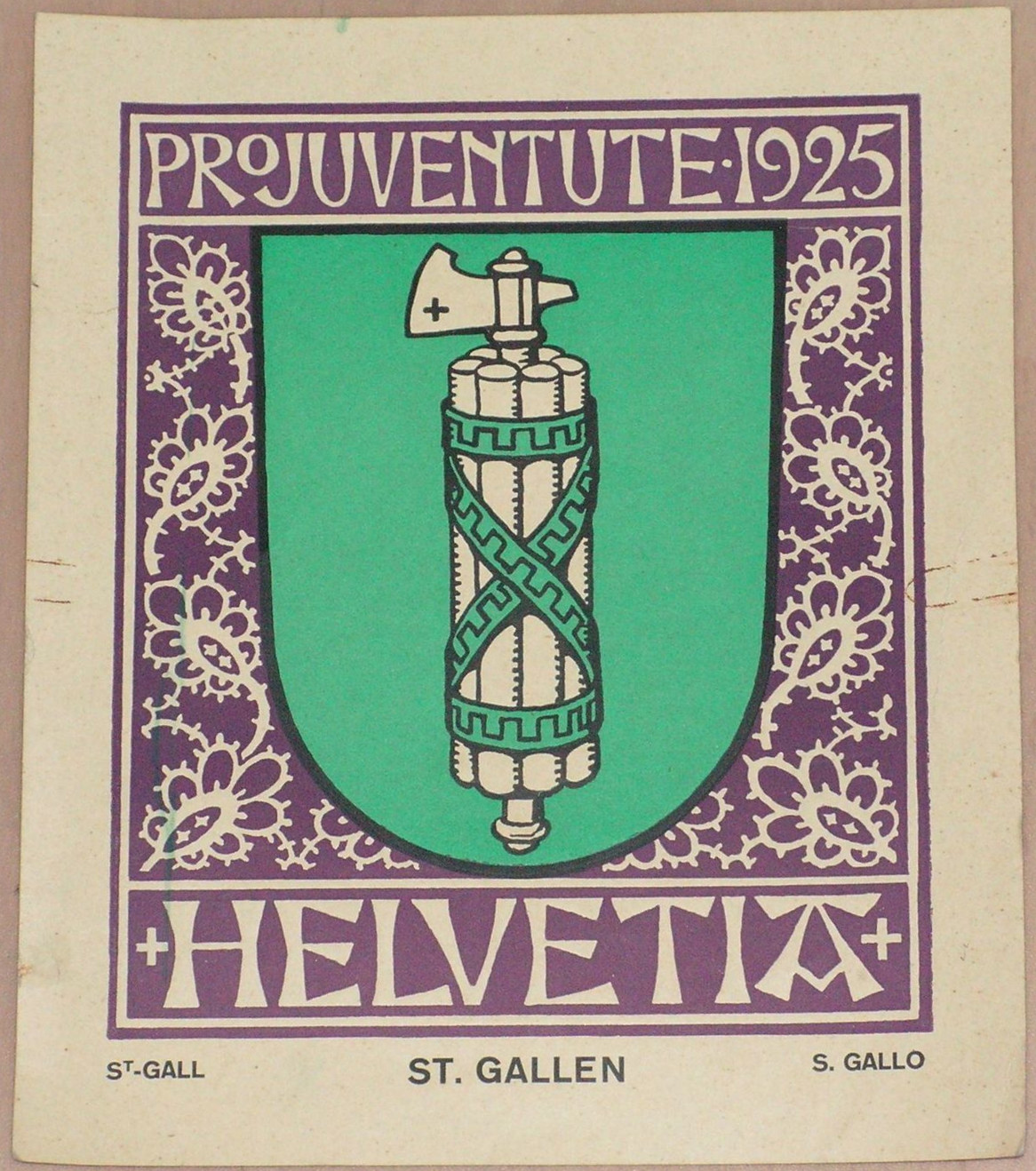
Darstellung von 1925 (Pro Juventute)
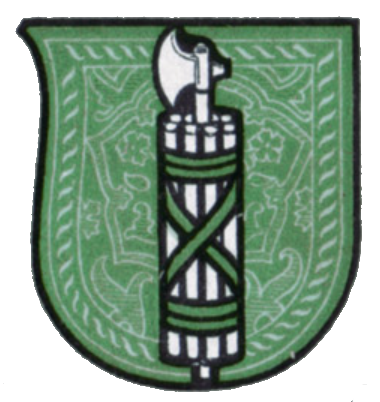
Darstellung um 1905
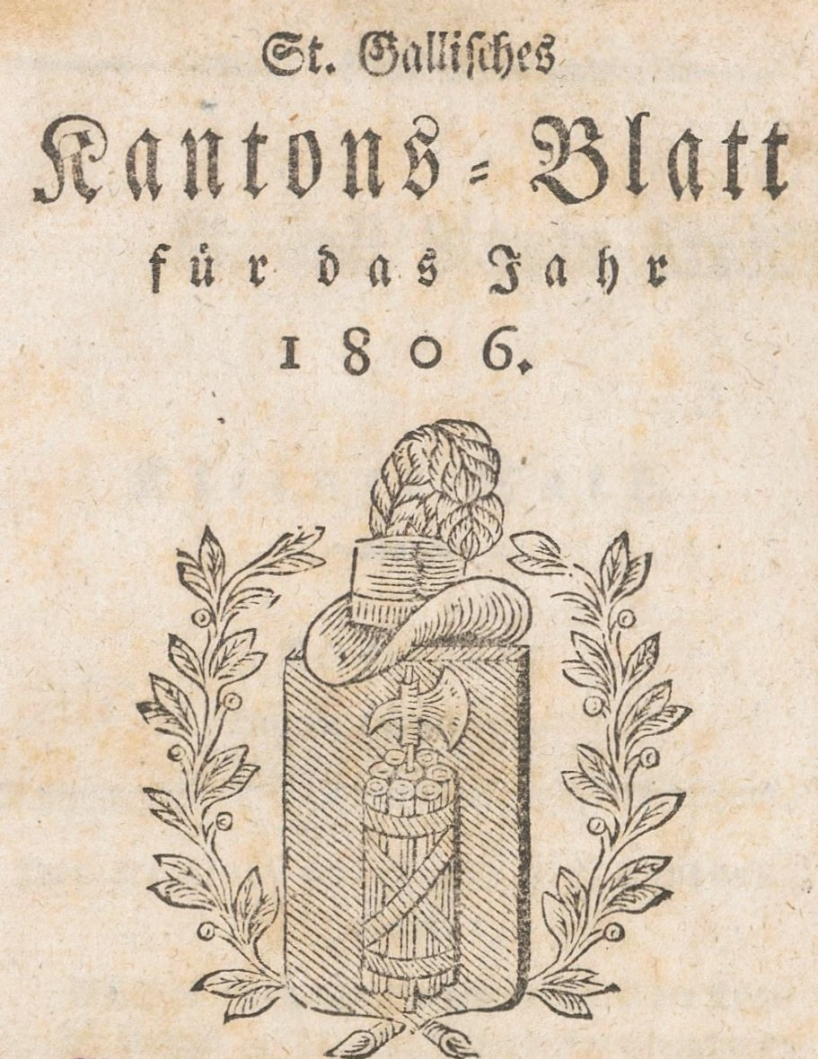
Darstellung im Kantons-Blatt von 1806
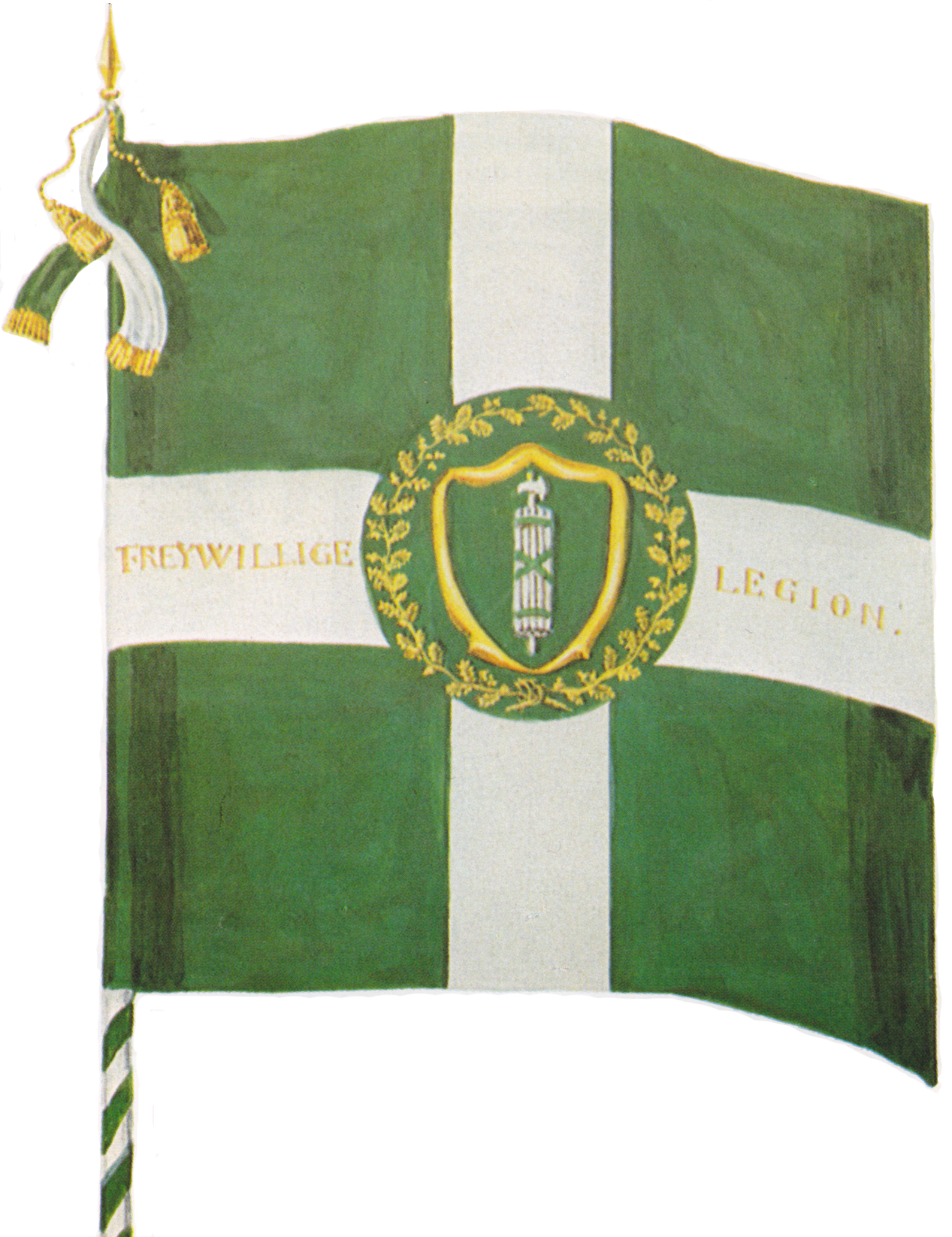
Fahne der Freiwilligen Legion des Kantons St. Gallen (1804): heraldisch linksgerichtete Axt mit gekrümmtem Dorn und mit perspektivisch (von unten) sichtbaren acht Stäben.